# Đại học Sisavangvong
Đại học Sisavangvong là một trường đại học tại Viêng Chăn, Lào. Trường được thành lập năm 1958 và được đặt tên theo vua Sisavangvong. Năm 1975, đội ngũ giáo viên bỏ trường ra đi và trường bị giải tán và chia nhỏ ra thành nhiều trường cao đẳng khác khiến cho Lào không còn cơ sở đào tạo đại học nào vào thời điểm đó.